# Xanthomelon jannellei
Xanthomelon jannellei är en snäckart som först beskrevs av Le Guillou 1842.  Xanthomelon jannellei ingår i släktet Xanthomelon och familjen Camaenidae. Inga underarter finns listade i Catalogue of Life.